# 물총

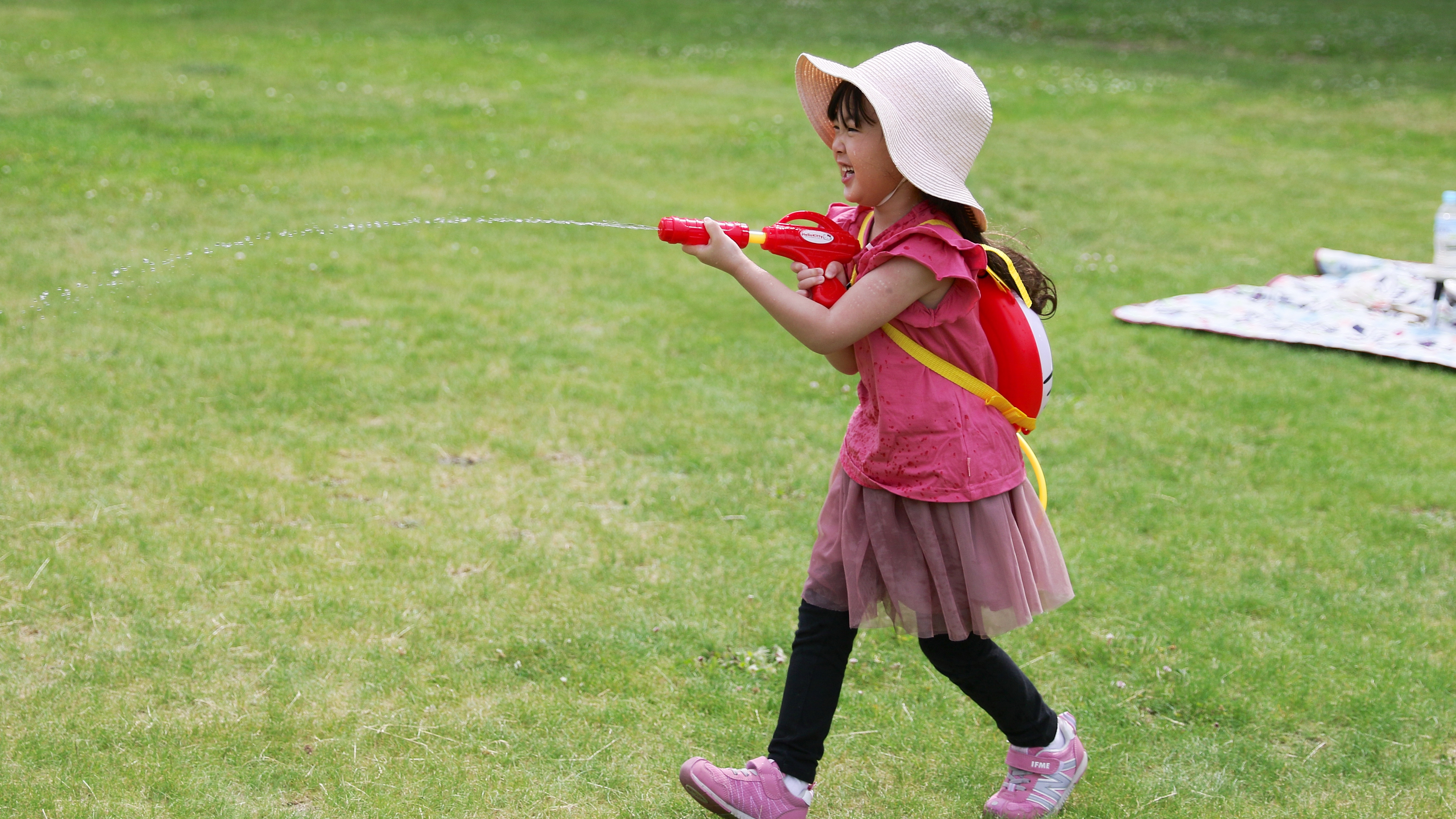
물총싸움

물총(-銃, water gun)은 원거리의 목표물에 물을 발사하는 총 모양의 완구다. 물풍선과 마찬가지로 장난감의 주된 목적은 물싸움과 같은 레크리에이션 게임에 다른 사람을 적시는 것이다.
역사적으로 물총은 금속으로 만들어졌으며 고무 압착 전구를 사용하여 파스퇴르 피펫과 같은 노즐을 통해 물을 장전하고 추진시켰다. 가장 오래된 물총의 예는 물총에 대한 가장 오래된 언급인 J.W. 울프의 1896년 6월 30일 특허이다.
미국과 캐나다에서는 수년 동안 수입 규정과 국내법에 따라 물총을 실제 화기로 착각하기 어렵게 하기 위해 투명 또는 착색된 투명한 플라스틱으로 만들어야 했다.

## 같이 보기
- 물풍선